# AT&T Mobility

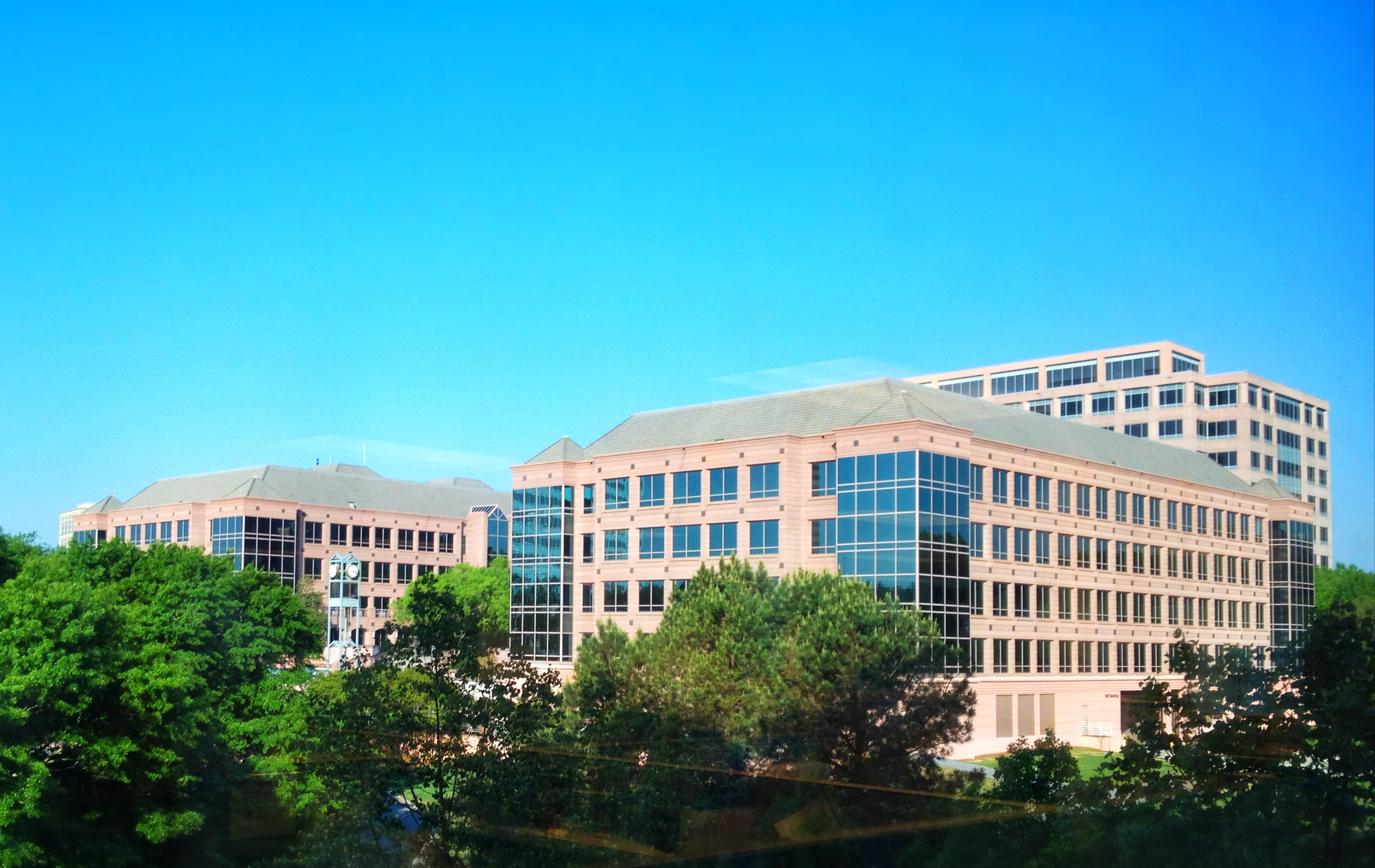
Siedziba przedsiębiorstwa

AT&T Mobility – operator telefonii komórkowej w Stanach Zjednoczonych. W 2017 r. miał ponad 138 mln abonentów i był największym amerykańskim operatorem komórkowym po sieci Verizon Wireless. 
Przedsiębiorstwo powstało w 2001 roku na bazie sieci komórkowych BellSouth i SBC Communications (obecnie AT&T), początkowo działając jako joint venture pod marką Cingular Wireless. Obecną nazwę przyjęło w 2007 roku, po fuzji obydwu spółek-matek. W 2011 roku spółka miała przejąć amerykański oddział T-Mobile, ale pod naciskiem rządu i klientów wycofała się z planów połączenia.